# Орлов, Сергей Владимирович (Герой Российской Федерации)
Серге́й Влади́мирович Орло́в (26 ноября 1972, Хабаровск, Хабаровский край, СССР — 9 июля 1996, селение Гехи, Урус-Мартановский район, Чечня, Россия) — лейтенант милиции, Герой Российской Федерации (1997, посмертно). Оперуполномоченный СОБР Дальневосточного регионального управления по борьбе с организованной преступностью.

## Биография
Родился 26 ноября 1972 года в Хабаровске. Русский. Окончил 8 классов местной школы и поступил в Хабаровский техникум электросвязи, который окончил в 1991 году.
- С 1991 по 1993 годы служил в войсках связи в Магаданской области оператором-радиоперехватчиком[1].
- В апреле 1994 года (по другим данным, в 1995 году[2]) поступил на службу в МВД, служил в Специальном отряде быстрого реагирования Дальневосточного регионального управления по борьбе с организованной преступностью. Дважды выезжал в спецкомандировки на Северный Кавказ.
- 9 июля 1996 года в составе группы, которой командовал подполковник Александр Дорофеев, пришёл на помощь группе майора милиции Михаила Васянина, попавшей в засаду, устроенную боевиками полевого командира Махаева. Заметив, что Дорофеев упал на землю, лейтенант Орлов трижды пытался выбраться из-за укрытия и подползти к подполковнику, но каждый раз из-за сильного автоматного огня возвращался обратно. В четвёртый раз он был накрыт взрывом гранаты и погиб. Командир, которого он пытался спасти, получил смертельное ранение и умер на поле боя.

Указом Президента Российской Федерации № 221 от 12 марта (по другим данным, приказ № 221 от 12 августа, согласно ещё одной версии, 9 июля 1997 года) 1997 года лейтенанту милиции Орлову Сергею Владимировичу присвоено звание Героя Российской Федерации (посмертно).
Похоронен на Центральном кладбище в Хабаровске. Награждён медалью «За отвагу».

## Память

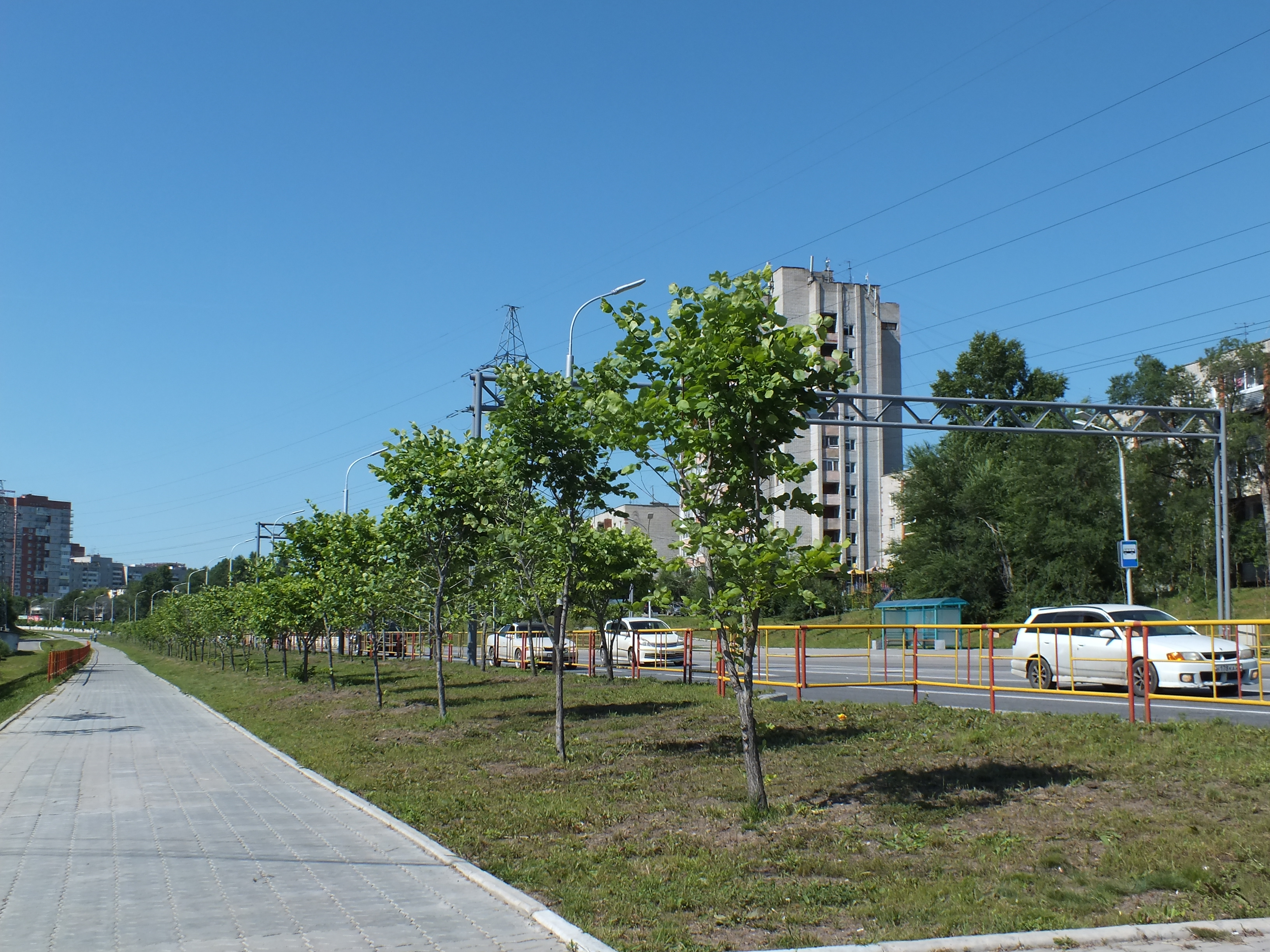
Хабаровск, улица лейтенанта Орлова.

Приказом МВД России № 132 от 5 марта 1998 года он навечно зачислен в списки личного состава РУБОП МВД России.
Приказом УВД Хабаровского края № 745 от 22.10.1996 г. имя Героя занесено в Книгу Памяти УВД Хабаровского края.
В 1997—1998 годах Герою установлены памятные мемориальные доски (напротив здания Следственного управления по г. Хабаровску, по адресу: ул. Карла Маркса, 107 «В» и на здании Хабаровского колледжа связи и информатики, по адресу: ул. Ленина, 58).
В 2015 году в Хабаровске новая улица была названа в честь Героя России лейтенанта Орлова (соединяет улицы Краснореченскую и Дикопольцева).